# Flare
 For alternative betydninger, se Flare (faldskærmsudspring).
En flare er en lyskugle, der skydes ud fra en flyvemaskine som værn mod varmesøgende missiler. (Flare er et engelsk ord der betyder et pludselig stærkt lys eller fakkel)
Ofte skydes ikke én, men hele serier af flares ud, når besætningen føler at situationen kræver det. Det kan være, når der konstateres et missil, eller når der flyves i så lav højde over fjendeland, at man ikke har den fornødne reaktionstid. Flareudskydning kan også initieres af automatiske missildetektorer.  Mange militærfly har i dag både chaff og flares.
- Wikimedia Commons har flere filer relateret til Flare